# 范晉藩
范晉藩（1866年—1936年），又名介寅，廣西省鬱林直隸州陸川縣横山乡旺坡村人，清末政治人物。。

## 生平
光緒十七年（1891年）辛卯科举人，光绪二十四年（1898年）戊戌科三甲34名进士。同年五月，著交吏部掣签分发各省，以知县即用。历官广东乐昌、澄海、东莞、揭阳等县知县。光绪二十九年（1903年）任癸卯科广东乡试同考官。
民国十二年（1923年），与吕浚堃总纂《陆川县志》。